# Йонас Енлунд
Йонас Енлунд (фін. Jonas Enlund; 3 листопада 1987, м. Гельсінкі, Фінляндія) — фінський хокеїст, лівий/центральний нападник. Виступає за СКА (Санкт-Петербург) у Континентальній хокейній лізі.
Вихованець хокейної школи ПіТа. Виступав за «Таппара» (Тампере), «Сибір» (Новосибірськ), «Локомотив» (Ярославль).
В чемпіонатах Фінляндії — 218 матчів (60+60), у плей-оф — 28 матчів (9+8).
У складі молодіжної збірної Фінляндії учасник чемпіонату світу 2007. У складі юніорської збірної Фінляндії учасник чемпіонату світу 2005.
Досягнення
- Бронзовий призер чемпіонату Фінляндії (2008).